# Srednjoatlantski hrbat
Srednjoatlantski hrbat je srednjooceanski hrbat, divergentna ili konstruktivna granica ploče smještena uz dno Atlantskog oceana i dio najdužeg planinskog lanca na svijetu. U sjevernom Atlantiku odvaja Sjevernoameričku od Euroazijske ploče i Afričke ploče, sjeverno i južno od Trojnog čvora Azori. U južnom Atlantiku razdvaja afričku i južnoameričku ploču. Hrbat se proteže od spoja s Grebenom Gakkel (Srednjoarktički hrbat) sjeveroistočno od Grenlanda prema jugu do trojnog čvora Bouvet u južnom Atlantiku. Iako je Srednjoatlantski greben uglavnom podvodno obilježje, njegovi dijelovi imaju uzvišenja koja se uzdižu iznad razine mora, na primjer na Islandu. Greben ima prosječnu brzinu širenja od oko 2.5 cm godišnje.

## Otkriće
Greben ispod sjevernog Atlantskog oceana prvi je put naslutio Matthew Fontaine Maury 1853. godine, na temelju sondiranja koje je izveo USS Dolphin. Postojanje grebena i njegovo produženje u južni Atlantik potvrđeno je tijekom ekspedicije HMS Challengera 1872. Tim znanstvenika na brodu, predvođen Charlesom Wyvilleom Thomsonom, otkrio je veliku podvodnu planinu usred Atlantika istražujući buduće mjesto za transatlantski telegrafski kabel. Postojanje takvog grebena potvrđeno je sonarom 1925. godine,  a njemačka ekspedicija Meteor dokazala je protezanje grebena oko Agulhaškog rta dalje u Indijski ocean.
Pedesetih godina 20. stoljeća, mapiranje morskog dna koje su izveli Bruce Heezen, Maurice Ewing, Marie Tharp i drugi, pokazalo je da Srednjoatlantski hrbat ima neobičnu batimetriju dolina i grebena, s tim da je njegova središnja dolina bila seizmološki aktivna i epicentar mnogih potresa. Ewing, Heezen i Tharp otkrili su da je greben dio 40 000 km dugog, praktički kontinuiranog sustava srednjooceanskih hrptova na dnima svih zemaljskih oceana. Otkriće ovog svjetskog sustava grebena dovelo je do teorije širenja morskog dna i općeg prihvaćanja Wegenerove teorije pomicanja kontinenata i širenja u modificiranom obliku tektonike ploča. Hrbat je presudan za raspad hipotetskog superkontinenta Pangea koji je započeo prije oko 180 milijuna godina.

## Značajne osobine
Srednjoatlantski hrbat uključuje duboku dolinu rasjeda koja se proteže duž osi grebena gotovo cijelom dužinom. Ova pukotina označava stvarnu granicu između susjednih tektonskih ploča, gdje se magma iz plašta uzdiže do morskog dna, eruptirajući kao lava i stvarajući novu oceansku koru za tektonske ploče.
U blizini ekvatora, Srednjoatlantski greben podijeljen je na Sjevernoatlantski hrbat i Južnoatlantski hrbat rovom Romanche, uskim podmorskim rovom maksimalne dubine 7,758 m, jednim od najdubljih mjesta Atlantskog oceana. Taj se rov, međutim, ne smatra granicom između Sjeverne i Južnoameričke ploče, niti Euroazijske i Afričke ploče.

## Otoci
Otoci na ili u blizini Srednjoatlantskog grebena, od sjevera prema jugu, sa svojim najvišim vrhovima i položajem, su:
Sjeverna polutka (sjevernoatlantski hrbat):
1. Jan Mayen (Beerenberg, 2277 metara (na 71°06′N 08°12′W / 71.100°N 8.200°W)), u Arktičkom oceanu
2. Island (Hvannadalshnúkur kod Vatnajökull, 2109,6 metara) (na 64°01′N 16°41′W / 64.017°N 16.683°W), kojim prolazi hrbat
3. Azori (Ponta do Pico ili Pico Alto, na otoku Pico, 2351 metar (na 38°28′0″N 28°24′0″W / 38.46667°N 28.40000°W)
4. Stijene Svetog Petra i Pavla (Jugozapadna stijena, 22,5 metara, na 00°55′08″N 29°20′35″W / 0.91889°N 29.34306°W)

Južna polutka (južnoatlantski hrbat):
1. Otok Ascension (Vrh, Zelena planina, 859 metara, na 07°59′S 14°25′W / 7.983°S 14.417°W )
2. Sveta Helena (Dianin vrh, 818 metara), na 15°57′S 5°41′W / 15.950°S 5.683°W )
3. Tristan da Cunha (Vrh kraljice Marije, 2062 metra, na 37°05′S 12°17′W / 37.083°S 12.283°W )
4. Otok Gough (vrh Edinburgh, 909 metara, na 40°20′S 10°00′W / 40.333°S 10.000°W )
5. Otok Bouvet (Olavtoppen, 780 metara, na 54°24′S 03°21′E / 54.400°S 3.350°E )

### Island
Podmorski dio Srednjoatlantskog hrpta blizu jugozapadnog Islanda poznat je pod nazivom Hrbat Reykjanes. Srednjoatlantski hrbat prolazi kroz Island, gdje je greben poznat i kao Neovulkanska zona. Na sjeveru Islanda zona loma Tjörnes povezuje Island s hrbatom Kolbeinsey.

## Geologija
Hrbat se nalazi na vrhu geološke značajke poznate kao Srednjoatlantski uspon, koja je progresivna izbočina koja prolazi cijelom dužinom Atlantskog oceana, s tim da se greben nalazi na najvišoj točki ovog linearnog izbočenja. Smatra se da je ovo izbočenje uzrokovano konvektivnim silama prema gore u astenosferi koja potiskuje oceansku koru i litosferu. Ta je divergentna granica prvo formirana u trijasu, kada je niz trokrakih tektonskih rovova srastao na Superkontinent Pangea i tako formirao greben. Obično samo dva kraka bilo kojeg trokrakog tektonskog rova postanu dio divergentne granice ploče. Propali krakovi nazivaju se aulakogeni, a aulakogeni Srednjoatlantskog grebena na kraju su postali mnogi od velikih riječnih dolina viđenih uz Ameriku i Afriku (uključujući rijeke Mississippi, Amazonu i Niger). Bazen Fundy na atlantskoj obali Sjeverne Amerike između New Brunswicka i Nove Škotske u Kanadi dokaz je prastarog srednjoatlantskog hrpta.

## Vanjske poveznice
- MAR-ECO, a Census of Marine Life project on life along the Mid-Atlantic Ridge  Arhivirana inačica izvorne stranice od 2. travnja 2015. (Wayback Machine)